# Raue Nelke
Die Raue Nelke (Dianthus armeria), auch Büschel-Nelke genannt, ist eine Pflanzenart aus der Gattung Nelken (Dianthus) innerhalb der Familie der Nelkengewächse (Caryophyllaceae). In einigen Gebieten Europas gilt sie als „gefährdet“.

## Beschreibung

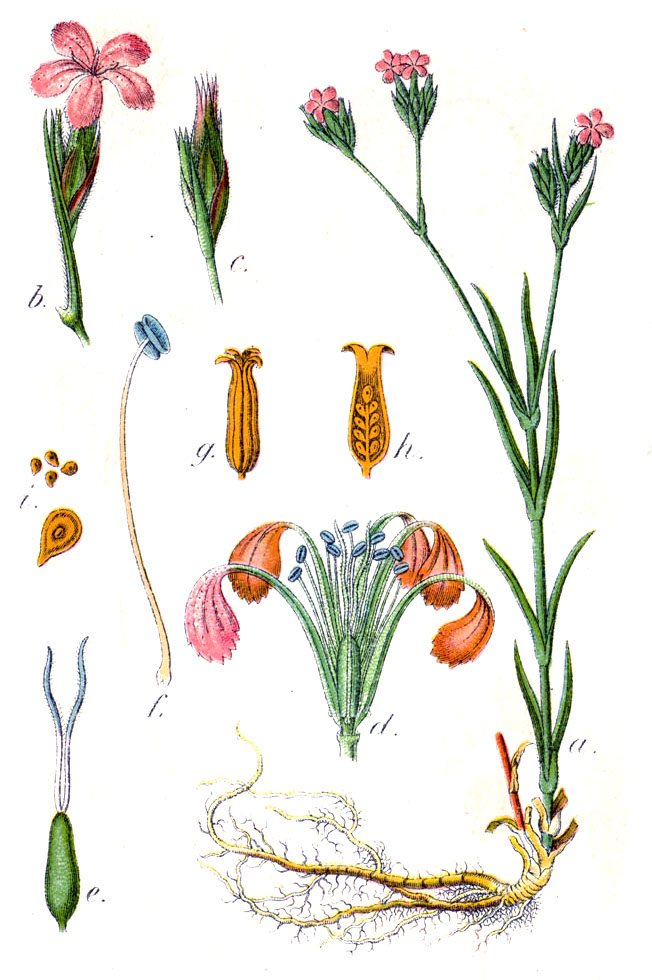
Illustration aus Sturm

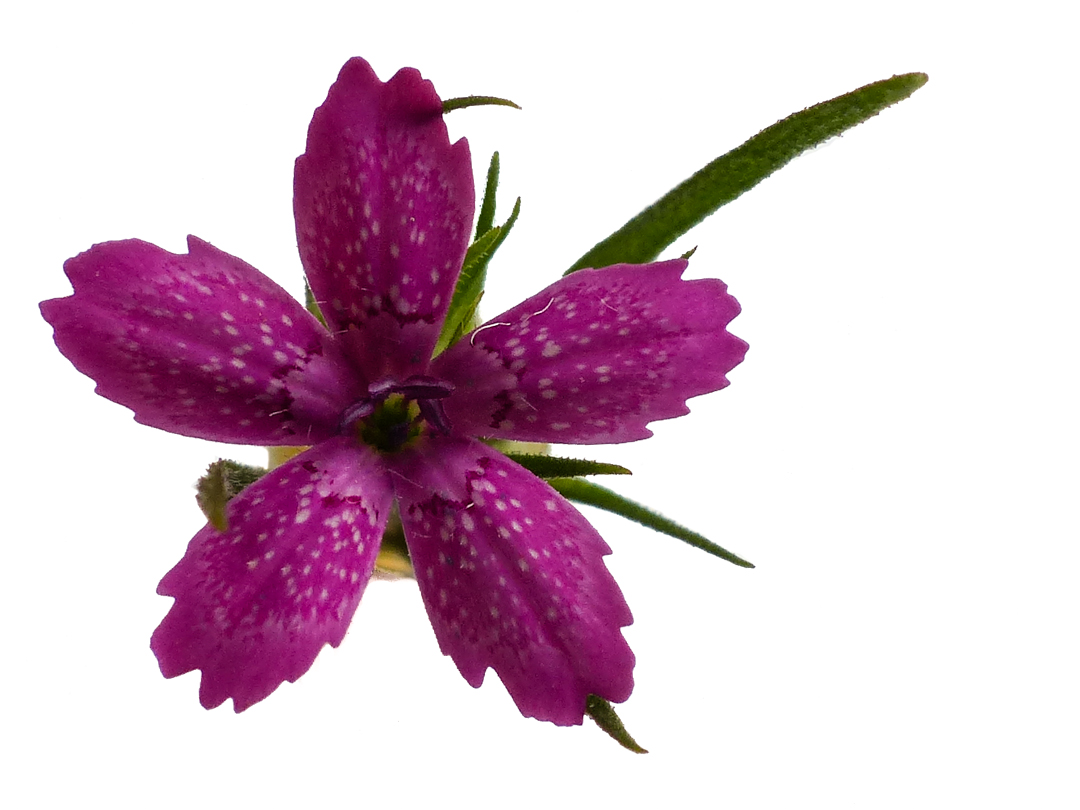
Radiärsymmetrische Blüte im Detail

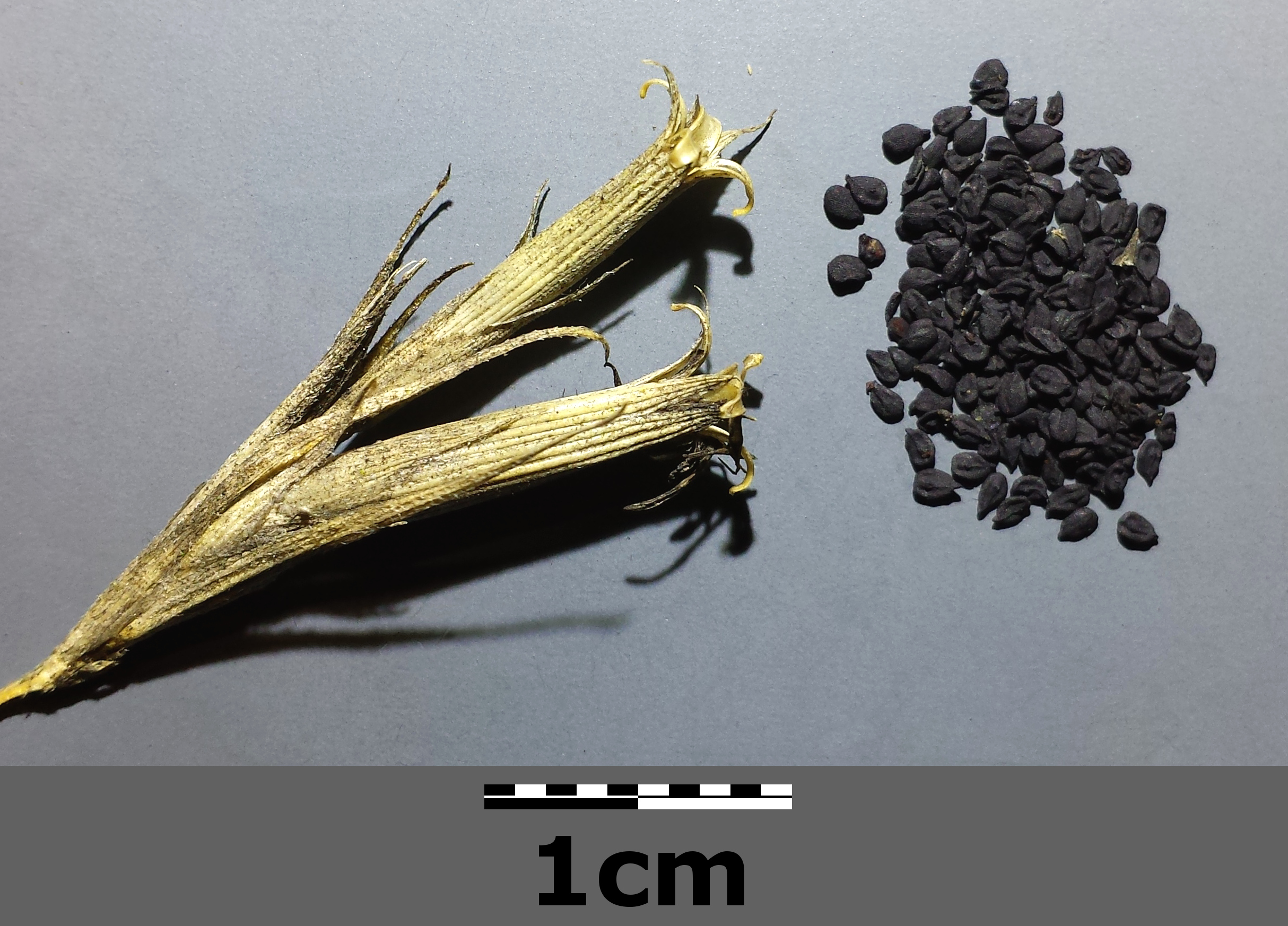
Kapselfrüchte und Samen

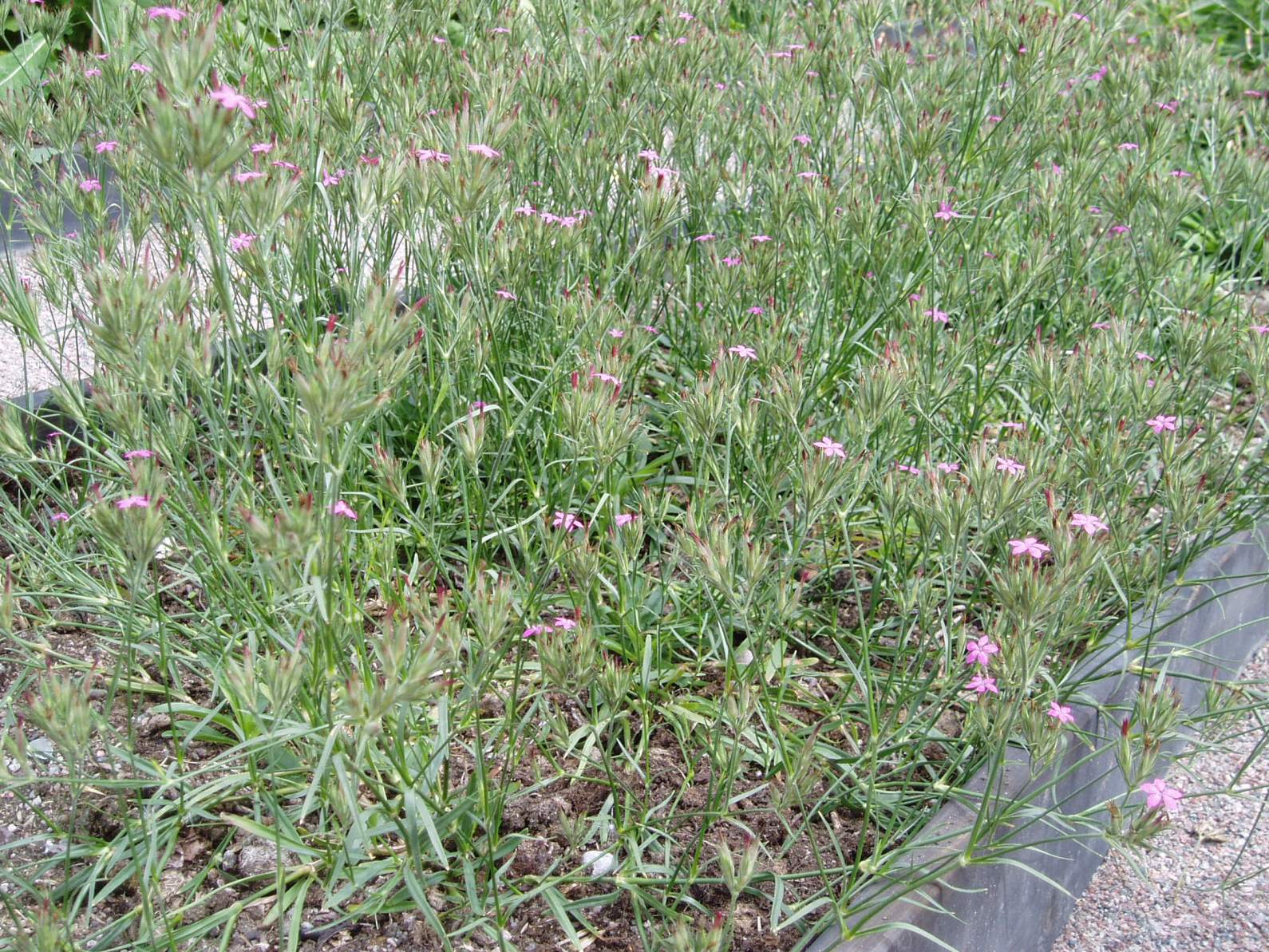
Habitus, Laubblätter und Blüten

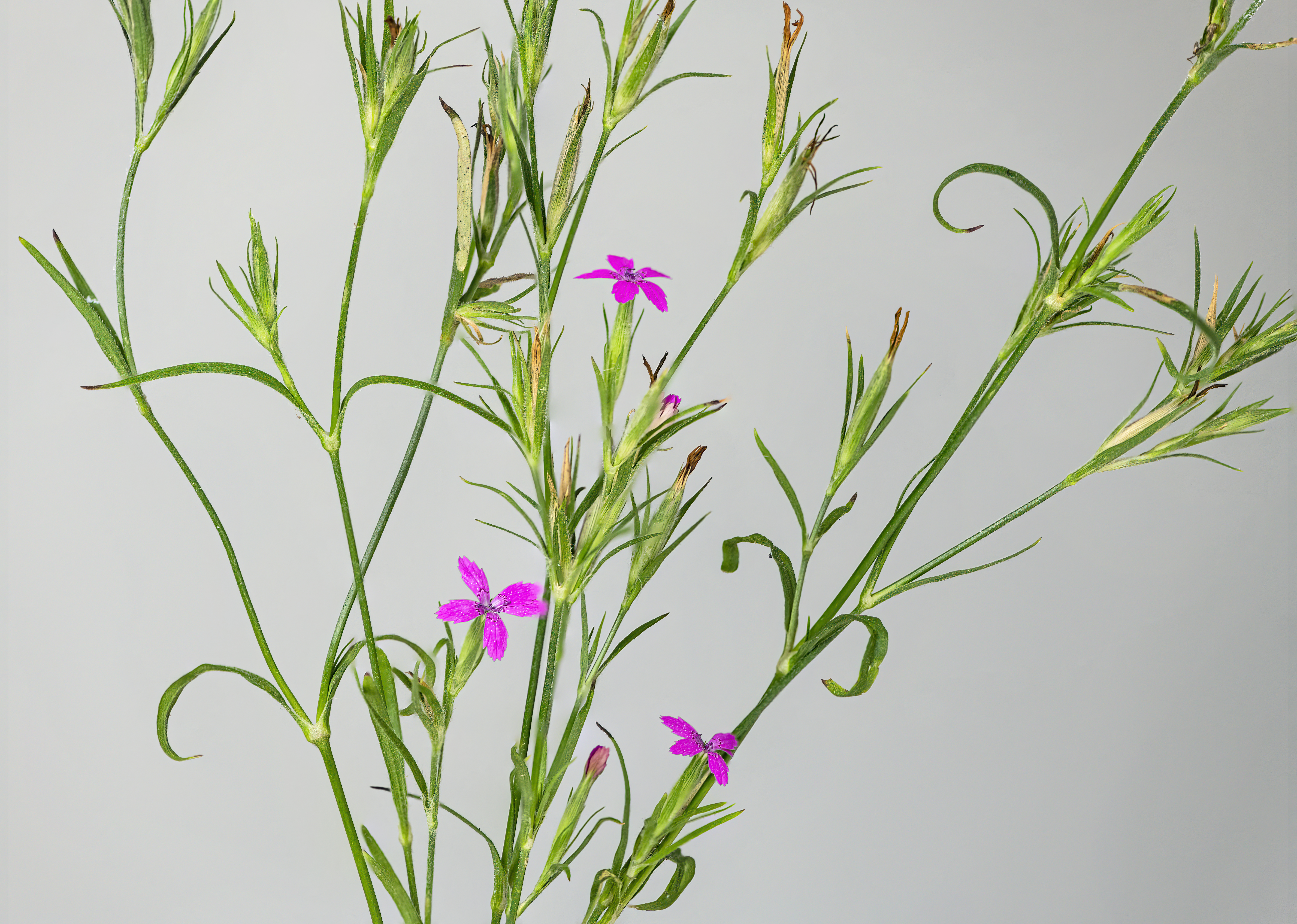
Blütenstände

### Vegetative Merkmale
Die Raue Nelke wächst als zweijährige krautige Pflanze und erreicht Wuchshöhen von 30 bis 60 Zentimetern. Sie bildet im ersten Jahr ihrer Entwicklung eine Laubblattrosette. Im folgenden Jahr bildet sich der im oberen Bereich reich verzweigte, steif aufrechte und wenigstens im oberen Bereich dicht, kurz rau behaarte Stängel. Nichtblühende Triebe fehlen bei ihr ganz. Der Stängel ist im unteren Bereich kahl oder spärlich behaart und oben dicht kurz rau behaart.
Die Laubblätter sind rau behaart. Die Rosettenblätter sind spatelförmig. Die gegenständigen Stängelblätter sind bei einer Länge von 3 bis 10 Zentimetern sowie einer Breite von 1 bis 5 Millimetern linealisch-lanzettlich und haben eine 2 bis 3 Millimeter lange Blattscheide.

### Generative Merkmale
Die Hauptblütezeit liegt meist Juni sowie Juli, vereinzelt reicht sie aber auch bis in den August hinein. Zwei bis zehn Blüten sind dicht in kurz gestielten, endständigen, kopfigen Blütenstand angeordnet, der von schmalen Hochblättern umgeben ist.
Die zwittrigen Blüten sind bei einem Durchmesser von bis zu 1 Zentimeter radiärsymmetrisch und fünfzählig. Der Kelch ist 13 bis 20 Millimeter lang, oben hin verengt und dicht kurz behaart. Die zwei oder vier Kelchschuppen sind etwa so lang wie der Kelch. Die purpurfarbenen Kronblätter sind mit weißen Punkten versehen. Die gepunktete Platte der Kronblätter ist bei einer Länge von 4 bis 7 Millimetern verkehrt-eiförmig und vorn mit wenigen Zähnen versehen.
Die Kapselfrucht ist mit einer Länge von etwa 15 Millimetern zylindrisch sowie etwa so lang wie der Kelch und öffnet sich vierzähnig. Die 1 bis 2 Millimeter langen Samen sind abgeflacht und auf einer Seite konkav.

### Chromosomensatz
Die Chromosomengrundzahl beträgt x = 15; es liegt Diploidie mit einer Chromosomenzahl von 2n = 30 vor.

## Ökologie
Bei der Rauen Nelke handelt es sich um einen mesomorphen, biennen, monokarpen Hemikryptophyten.
Die Raue Nelke ist Wirtspflanze für den Rostpilz Puccinia arenariae mit Telien  und Uromyces dianthi mit Uredien und Telien befallen.

## Vorkommen
Die Raue Nelke ist südeuropäisch-westasiatisches Florenelement. Das Verbreitungsgebiet von Dianthus armeria umfasst Mittel- und Südeuropa bis zum Kaukasusraum, dem Iran und bis Südschweden, insbesondere die Mittelgebirge. In Europa kommt sie in fast allen Ländern vor und fehlt nur in Island, Bosnien und Herzegowina, Estland sowie Lettland. In Irland, Norwegen und Finnland kommt sie als Neophyt vor. Sie ist in Japan in australischen Bundesstaaten Tasmanien, New South Wales sowie Victoria, in Neuseeland, auf Hawaii, in Kanada, in den USA, in Chile und im argentinischen Chubut ein Neophyt.
In Höhenlagen über 1000 Metern ist sie allerdings nur noch vereinzelt anzutreffen; sie steigt im Kanton Wallis bis in eine Höhenlage von 1250 Meter auf. Standorte sind meist Waldsäume, Trockengebüsche und Magerrasen, sowie mehr oder weniger frische, meist kalkarme und lehmige Böden bevorzugt. Sie kommt in Mitteleuropa vor allem in Saumgesellschaften des Verbands Pruno-Rubion etwa im Sarothamnetum aber auch in Gesellschaften der Verbände Trifolion medii, Mesobromion erecti oder der Klasse Sedo-Scleranthetea vor.
Die ökologischen Zeigerwerte nach Landolt et al. 2010 sind in der Schweiz: Feuchtezahl F = 2+ (frisch), Lichtzahl L = 3 (halbschattig), Reaktionszahl R = 3 (schwach sauer bis neutral), Temperaturzahl T = 4+ (warm-kollin), Nährstoffzahl N = 3 (mäßig nährstoffarm bis mäßig nährstoffreich), Kontinentalitätszahl K = 3 (subozeanisch bis subkontinental).
In Deutschland finden wir sie zerstreut an Wald- und Gebüschrändern und in Halbtrockenrasen. Durch die zunehmende „Ausräumung der Landschaft“ und das daraus folgende Verschwinden entsprechender Standorte sind die Bestände von Dianthus armeria im Rückgang begriffen und deshalb ist sie regional „stark gefährdet“.

## Taxonomie
Die Erstveröffentlichung von Dianthus armeria erfolgte 1753 durch Carl von Linné in Species Plantarum, Tomus I, Seite 410.

## Trivialnamen
Für die Raue Nelke bestehen bzw. bestanden auch die weiteren deutschsprachigen Trivialnamen: Deptforder Nelke (Schlesien) und Thiernägelein (Ostpreußen).